# Skin of My Teeth
«Skin of My Teeth» (стилизовано «SKIN OF MY TEETH», с англ. — «Едва», досл. «Кожа моих зубов») — песня, записанная американской певицей и автором песен Деми Ловато для её восьмого студийного альбома Holy Fvck. Песня была выпущена в качестве лид-сингла с альбома 10 июня 2022 года. Автором песни выступила сама Ловато, в соавторстве с продюсерами песни — Уорреном Фелдером, Алексом Найсфоро и Китом Сорреллом, а также Ларой Вельтц и Аароном Пакеттом.
Песня знаменует собой возвращение Ловато к року и поп-панку, с которых она начинала свою карьеру. Лирически песня является ответом на общественное мнение о проблемах певицы с наркозависимостью.

## Предыстория и релиз
В январе 2022 года Ловато опубликовала в Instagram сообщение о том, что она провела «похороны» своей поп-музыки, с фотографией Ловато с руководителями лейбла и менеджмента, одетыми в чёрное, а Ловато подняла два средних пальца. Позже выяснилось, что это была встреча музыкального лейбла, и тот факт, что все были одеты в чёрное, был просто совпадением, но Ловато почувствовала, что это символизирует изменение направления, которое приняла её музыка. В течение нескольких месяцев, предшествовавших этому событию, Ловато активно делилась различными фрагментами более рок-звучания в своих социальных сетях, с «грохочущими гитарами, парящим вокалом и режущими текстами». В интервью Rolling Stones в феврале 2022 года Ловато подтвердила возвращение к «эмо-року», который «напоминает [её] первую эру».
В Instagram в апреле 2022 года певица подтвердила, что её предстоящий альбом будет размышлять о «взлетах и падениях артиста во время её личного путешествия». Далее Ловато объяснила: «Я испытываю эмоции, слушая свой новый альбом, потому что я так горжусь им», а также назвала его "«абсолютным лучшим на сегодняшний день и настолько репрезентативным для меня, с чего я начинала и кем я являюсь сегодня». На тот момент до выхода ведущего сингла оставалось всего несколько недель, согласно общению Ловато с фанатами. 23 мая 2022 года Ловато косвенно подтвердила, что лид-сингл будет называться «Skin of My Teeth», через короткий твит, который был ответом на предположения фанатов. Несколько дней спустя Ловато официально объявила о выходе песни и поделилась обложкой сингла.
Синг был официально выпущен 10 июня 2022 года, вместе с видеоклипом.

## Видеоклип
Видео начинается с того, что Ловато лежит в ванне, склонив голову, в комнате, освещённой зелёным светом. Ловато поёт «Demi leaves rehab again», её белая рубашка промокла насквозь. Она размахивает руками во время пения, сидя в ванне на протяжении первых нескольких строк песни. Когда она поёт строчки «I'm alive by the skin of my teeth/I survived, but it got harder to breathe» пожилой мужчина указывает на газету. Она продолжает: «God dammit I just want to be free/ But I can't because it's a fucking disease». Затем старик, читающий газету, появляется возле ванны и пытается заснять Деми, пока она двигается взад и вперёд в ванне. Затем видео прерывается тем, что Деми работает над своими волосами перед зеркалом, прежде чем посмотреть вниз в раковину, полную крови и зубов, лежащих рядом со сливом. Она поёт «The reaper knocks on my door/ Because I'm addicted to more», затем она появляется на сцене в чёрном кожаном наряде, чтобы спеть припев песни с микрофоном, свисающим с потолка. Затем она отшатывается от изображения в зеркале, и в следующей сцене она задирает голову к небу. Пока она поёт «I'm just trying to keep my head above water/I'm your son and I'm your daughter», старик крадётся к ней с видеокамерой в руке, а она отползает от него. На строчках «I'm just a product of the problem» снова появляется Ловато на сцене, пока дождь льёт ей на голову. Старик забирается на неё сверху и в экстазе откидывает голову назад, одновременно душа Ловато. Затем Ловато сбросила с себя старика и поставила свой высокий чёрный каблук ему на плечо, пригвоздив его к полу. Затем клип возвращается к Деми на сцене, с пламенем, вырывающимся из верхней части гитары. Затем видео прерывается между Деми на сцене и в ванной, когда она поёт припев песни.

## Чарты
| Чарт (2022)                                    | Высшая позиция |
| ---------------------------------------------- | -------------- |
| Новая Зеландия (RMNZ Hot Singles)              | 19             |
| Великобритания (UK Singles Downloads Chart)    | 56             |
| США (Billboard Hot Rock & Alternative Songs)   | 13             |
| США (Billboard Digital Songs)                  | 47             |
| США (Billboard Alternative Digital Song Sales) | 5              |

## История релиза
| Регион | Дата              | Формат(ы)                      | Лейбл          | Источник |
| ------ | ----------------- | ------------------------------ | -------------- | -------- |
| Мир    | 10 июня 2022 года | Цифровая дистрибуция, стриминг | Island Records | [ 18 ]   |